# محمد بن علي بن يحيى
محمد بن علي بن يحيى (1260 - 1366 هـ) عالم دين وداعية ومفتي سلطنة كوتاي في عهد السلطان محمد عليم الدين. ساهم في نشر الإسلام بمنطقة كوتاي [الإنجليزية]، كما قام بأعمال تنموية لخدمة المجتمع، وأصبح من الرموز الدينية لمدينة تنغارونغ في كاليمنتان الشرقية.

## نسبه
محمد بن علي بن حسن بن طه بن محمد القاضي بن طه بن محمد بن شيخ بن أحمد بن يحيى بن حسن الأحمر بن علي العناز بن علوي بن محمد مولى الدويلة بن علي بن علوي الغيور بن الفقيه المقدم محمد بن علي بن محمد صاحب مرباط بن علي خالع قسم بن علوي بن محمد بن علوي بن عبيد الله بن أحمد المهاجر بن عيسى بن محمد النقيب بن علي العريضي بن جعفر الصادق بن محمد الباقر بن علي زين العابدين بن الحسين السبط بن علي بن أبي طالب، وعلي زوج فاطمة بنت محمد.
فهو الحفيد 32 لرسول الله محمد في سلسلة نسبه.

## مولده ونشأته
ولد سنة 1260 هـ بقرية المسيلة بحضرموت، ووالدته من آل بن طاهر. وكان جده طه بن محمد بن طه أول من هاجر من أجداده إلى جزر الشرق الأقصى ويوجد مقامه في مدينة سمارانغ بجاوة.

## هجرته
هاجر محمد بن يحيى من موطنه إلى جزر الشرق للتجارة والدعوة وزيارة من بها من أقاربه. فوصل باتافيا وقابل خاله أبو بكر بن طاهر. ثم استمر في رحلته والتقى بشيخ بن أحمد بافقيه في سورابايا. كما التقى بابن خاله عبد الله بن علي بن طاهر عندما ذهب إلى أمبون. وكانت مدينة تنغارونغ محط رحله واستقراره سنة 1294 هـ والتي تزوج فيها من ابنة حاكم المنطقة، وأصبح مفتي البلاد، ولُقب بالأمير "نوتو إيغومو".

## أعماله
وخلال فترة إقامته في تنغارونغ أخذ في تعليم الشريعة الإسلامية والتصوف لأهالي المدينة والبلدان المجاورة لها حتى أصبح له تلاميذ من خارج المنطقة. وكان زميله علوي بن عبد الله الحبشي في باراباي أحد الذين ساندوه في مهمة نشر الدعوة الإسلامية في كاليمانتان. وقد كان الاثنان صديقين مقربين في حضرموت ثم اجتمعا مرة أخرى في جزيرة بورنيو. وبالإضافة إلى اهتمامه بالجانب الديني فقد اهتم أيضا بقضايا المجتمع المحلية وأخذ يحث الناس بالعمل في الزراعة. ثم قام بالاشتراك مع بعض الأفراد المحليين بافتتاح مزرعة لجوز الهند في سانغكوليرانغ شرق كوتاي، ومزارع للروطان في سانداران، ومزارع أخرى للمطاط في تل جيرينغ.

## ذريته
تزوج خلال حياته أربع زيجات؛ الأولى كانت بتريم لم تنجب له، والثانية في سورابايا وأنجبت له فاطمة، والثالثة في أمبون وأنجبت له علي، أما الرابعة ففي تنغارونغ وهي عائشة بنت السلطان محمد عليم الدين وأنجبت له تسعة أولاد هم: أحمد، وعمر، وعلي، وباري، وعبد المولى، وحسين، وصحة، ونور، وفاطمة.

## وفاته
توفي في السادس والعشرين من شهر ربيع الأول سنة 1366 هـ في تنغارونغ بشرق كاليمانتان، ودفن بمقبرة كلامبو كونينغ بالقرب من زوجته ووالدها السلطان. وتقام له حولية بمقامه إلى اليوم يحضرها العديد من أهالي المنطقة.